# Носелы
Носелы (мар. Носола) — деревня в Горномарийском районе Республики Марий Эл. Входит в состав Усолинского сельского поселения.

## География
Находится в юго-западной части республики Марий Эл на расстоянии приблизительно 11 км на юг-юго-восток от районного центра города Козьмодемьянск.

## История
Упоминается с 1805 года. В XVI—XVIII вв. была известна под названием «Большая Яктерля». В 1717 г. в этой общине-деревне числилось 56 дворов, а в 1795 г. 64 двора. В 1859 году в деревне Большая Яктерля (Носолы) имелось 77 дворов (337 жителей), а в 1897 г. — 87 дворов (432 жителя). В 1919 году в Носелах насчитывалось 96 дворов (526 жителей); в 1920 г. в ней проживало 442 чел., а в 1925 г. — 398. Накануне войны в 1940 г. в д. Носелы было 118 дворов-хозяйств с населением в 488 чел. В 2001 году было 109 дворов. В советское время работали колхозы «Заря социализма», «Социализм», им. Ленина, позднее СПК им. Ленина.

## Население
Население составляло 285 человек (горные мари 99 %) в 2002 году, 284 в 2010.